# (1445) Konkolya
(1445) Konkolya es un asteroide que forma parte del cinturón de asteroides y fue descubierto por György Kulin el 6 de enero de 1938 desde el observatorio Konkoly de Budapest, Hungría.

## Designación y nombre
Konkolya se designó al principio como 1938 AF.
Más adelante fue nombrado en honor del astrónomo húngaro Miklos Konkoly-Thege (1842-1916).

## Características orbitales
Konkolya orbita a una distancia media de 3,126 ua del Sol, pudiendo alejarse hasta 3,681 ua y acercarse hasta 2,571 ua. Tiene una inclinación orbital de 2,284° y una excentricidad de 0,1776. Emplea en completar una órbita alrededor del Sol 2019 días.